# Междуречье (Приморский край)
Междуре́чье — село в Дальнереченском районе Приморского края, входит в состав Веденкинского сельского поселения.

## География
Село Междуречье находится к юго-востоку от Дальнереченска, в долине реки Малиновка, между двумя малыми реками: на правом берегу реки Лазаревка и на левом берегу реки Титовка.
Село стоит на автодороге Дальнереченск — Ариадное — Кокшаровка (Чугуевский район Приморского края) между сёлами Новотроицкое и Ракитное. Восточнее Междуречья (в стороне от автотрассы) на расстоянии около 2 км находится село Ударное.
Расстояние от Междуречья до районного центра города Дальнереченск около 44 км.

## История
До переименования в 1972 году село называлось Китай-Город.

## Население
| 1911 | 1926 | 2002 | 2003 | 2010 |
| ---- | ---- | ---- | ---- | ---- |
| 509  | ↘494 | ↘403 | ↘384 | ↘240 |

## Улицы
| - ул. 20 лет РККА, - ул. Зелёный, - ул. Киевская, - ул. Мира, | - ул. Молодёжная, - ул. Октябрьская, - ул. Петра Марценюка, - ул. Подгорная, | - ул. Подольская, - ул. Таежная, - ул. Школьная, - пер. Школьный. |

## Экономика
Жители занимаются сельским хозяйством.